# گور و گهواره
گور و گهواره مجموعه داستانی فارسی نوشته غلامحسین ساعدی است که در سال ۱۳۴۵ توسط انتشارات نیل منتشر شده است.

## داستان
این مجموعه روایت‌گر سه داستان کوتاه از نگاه اول شخص است:
۱) «زنبورک خانه»: داستان پیرمردی با سه دختر دم بخت و پسر جوانی است که به اصرار پیرمرد، مهمانِ خانه می‌شود.
۲) «سایه به سایه»: داستان مردی که به عنوان پادو، در خانه زنی زندگی می‌کند و پولی را به‌طور اتفاقی بدست می‌آورد.
۳) «آشغالدونی»: داستان پسر نوجوان و پدری بی‌خانمان است که در پی حادثه‌ای در نزدیکی یک بیمارستان، زندگی کرده و به‌تدریج وارد آن محیط می‌شوند.

## نقد
در «سایه به سایه» نویسنده، قصد بر نمایش زخمی دارد که نقاب تمدن بزرگ شاهنشاهی آن را پوشانده است. داستان، عرق‌خوری‌ها، ولگردی‌ها و شیرین‌کاری‌های یک ولگرد لمپن در یک قلعه است. تنها پشت و پناه او زنی به نام «دلبر خانم» است که در همان محله با دوافروشی، گذران می‌کند. در این میان ولگرد با دو مبارز فراری که به خاطر قتل از دست ساواک به قلعه پناه آورده‌اند آشنا می‌شود، محبت می‌بیند و متعهد می‌شود.
تنها ارزش‌های برتر، همان ارزش‌های جامعه مردم سالار (دانش، جوانمردی، وفاداری و البته بیزاری، خشم و ستیز با قدرت) هستند. فراتر از این ارزش‌ها، ترس عاملی بازدارنده و ضامن و تثبیت‌کننده قدرت است. با وقوع قتل، راوی در پایان داستان بر ترس خود چیره می‌شود و به مردمی می‌پیوندد که خشمگین‌اند و شورش کرده‌اند. یعنی راوی میان سازشکاری و شورش، به اعتبار همان ارزش‌های معتبر جوانمردی، شورش را برمی‌گزیند.

## فیلم
فیلم دایره مینا ساخته داریوش مهرجویی بر اساس داستان «آشغالدونی» ساخته شده‌است.